# جک برانفیلد
جک برانفیلد (انگلیسی: Jack Branfield؛ زادهٔ ۲۵ اکتبر ۱۸۹۱) بازیکن فوتبال اهل بریتانیا است.
از باشگاه‌هایی که در آن بازی کرده‌است می‌توان به باشگاه فوتبال گیلینگام اشاره کرد.